# Aéroport international de Mossoul
L'aéroport international de Mossoul (code IATA : OSM • code OACI : ORBM) est un aéroport desservant la ville de Mossoul en Irak. Il se trouve à environ 3,5 km au sud du centre-ville.
Ancienne base aérienne, l'aéroport est doté d'une seule piste en asphalte de 2 650 mètres de long.

## Histoire
Durant la Première Guerre mondiale, aéroport a été utilisé pour abriter des escadrons de la Royal Air Force britannique durant la campagne de Mésopotamie. Les infrastructures restèrent en possession de le RAF jusqu'en 1936, date à laquelle est fut remises à la Force aérienne irakienne (IQAF). Cependant, l'aéroport sera de nouveau utilisé par la RAF durant la Seconde Guerre mondiale. Il est devenu par la suite une base majeure de l'IQAF, avec au moins un escadron de MiG-21 qui y est stationné.

### Seconde guerre civile irakienne
Dans la nuit du 9 au 10 juin 2014, des militants de l'État islamique en Irak et au Levant (ÉIIL) s'emparent de l'aéroport dans le cadre de leur conquête de Mossoul.
Des images satellites datées du 31 octobre 2016 révèlent que les pistes de l'aéroport sont endommagées : de larges tranchées y sont creusées et des décombres y sont disposés sur toute leur longueur, selon Stratfor. Les  voies de circulation et les aires de stationnement sont également sabotés par les combattants de l'ÉI.
Le 23 février 2017, les forces de sécurité irakiennes (en), police fédérale en tête, reprennent le contrôle de l'aéroport.

### Réhabilitation
En mars 2018, les opérations de déminage commencent à l'aéroport international de Mossoul et s'achèvent en novembre 2019.
En août 2020, la responsabilité de la reconstruction de l'aéroport passe du gouvernorat de Ninive au Fonds de reconstruction des zones affectées par les opérations terroristes (Refaato).
En décembre 2020, le gouvernement irakien (en) conclut un accord préliminaire avec SEA Milan Airports et ADP Ingénierie pour la reconstruction et la rénovation de l'aéroport. Pour ce projet, SEA et Aéroports de Paris s'associent à une entreprise locale et proposent un financement via un prêt des gouvernements italien et français,
Le 10 août 2022, le Premier ministre irakien Moustafa al-Kazimi pose la première pierre du projet de réhabilitation de l'aéroport international de Mossoul.
Le 22 décembre 2024, le bureau du Premier ministre irakien annonce que « l'aéroport ouvrira ses portes le 10 juin, jour anniversaire de l'occupation de Mossoul, en guise de message de défiance contre le terrorisme ». Le 2 mai 2025, le bureau de presse du ministère des Transports (en) annonce que « le taux d'avancement [des travaux de reconstruction] a atteint 87 % » et que « la date d'ouverture sera conforme à celle fixée par le Premier ministre (le 10 juin prochain) ». Le 6 mai 2025, le vice-président de la Commission parlementaire des services et de la reconstruction, le député Baqir Al-Saadi, déclare que « le taux d'avancement des différentes phases de travaux de l'aéroport international de Mossoul a dépassé les 90 %, selon les données dont nous disposons ». Le 13 mai 2025, le chef du comité de sécurité du conseil provincial de Ninive, Mohammed Kakayi, affirme que l'« aéroport sera inauguré par un vol effectué par le Premier ministre Mohammed Chia al-Soudani depuis Bagdad ». Le 31 mai 2025, le président de l'Autorité des postes-frontières, Omar Al-Waeli, annonce le début de la « finalisation des procédures d'ouverture de l'aéroport international de Mossoul ». Le 5 juin 2025, un Boeing 737 Max d'Iraqi Airways, transportant le gouverneur de Ninive, Abdelkader Al-Dakhil, effectue un atterrissage d'essai à l'aéroport de Mossoul,. La cérémonie de réouverture de l'aéroport, attendue pour le 10 juin 2025, est finalement reportée à une date ultérieure, moins symbolique, en raison de l'agenda chargé du Premier ministre.

## Situation
| Nadjaf Bagdad Bassorah Erbil Mossoul Souleimaniye Nassiriyah |